# 세일 인도네시아
세일 인도네시아(Sail Indonesia)는 매년 인도네시아에서 개최되는 요트 세일링을 비롯한 다른 행사들을 통칭한다. 이 행사들은 야야산 신타 바하리 인도네시아(YCBI)에 의해 조직되어 인도네시아 군도 지역의 관광 잠재력을 확장하고, 인도네시아 군도의 자연적이고 문화적인 특징들을 외국인 방문객들에게 소개하는 것에 목적이 있다.
이 세일링 행사는 2001년에 시작하여 매년 개최되고 있다. 2018년 행사는 서누사틍가라주의 모요섬과 탐보라산을 중심으로 '2018 세일 모요 탐보라'라는 이름으로 개최되었다.

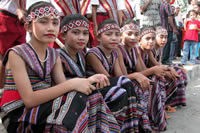
알로르 섬의 어린 댄서들, 2004년

## 경로
세일 인도네시아(Sail Indonesia)는 매년 7월 말경 호주 다윈에서 인도네시아 쿠팡까지의 요트 세일링 랠리로 시작한다. 쿠팡에 도착한 요트들은 알로르, 렘바타, 플로레스, 술라웨시, 보르네오, 발리, 카리문자바, 자와, 바탐 섬 등을 거치며 인도네시아 군도 해역을 떠나 싱가포르, 말레이시아, 태국으로 향한다. 이 섬들 중 많은 지역 정부 관리자는 각 경유지에서 문화, 예술, 전시, 전통, 스포츠, 투어 및 댄스 공연뿐만 아니라 의식적인 환영 및 만찬을 포함하는 많은 행사를 계획한다.

## 참가자

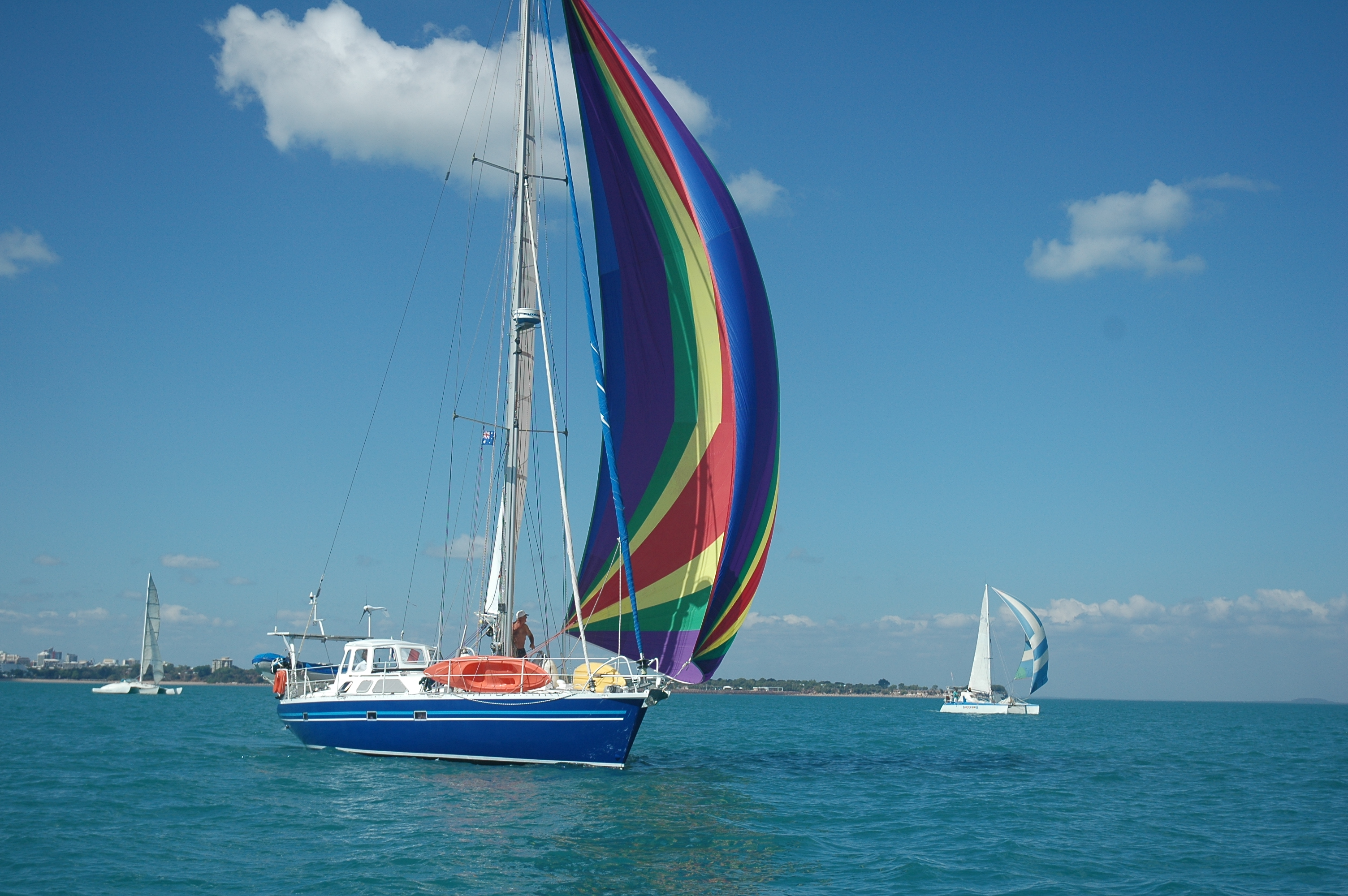
프랑스 메인, 2006년

많은 나라에서 온 다양한 크기와 모노헐, 카타마란, 삼마란 깃발을 포함한 다양한 종류의 요트들이 참가한다. 예를 들어, 2006년 행사에는 호주, 영국, 뉴질랜드, 캐나다, 독일, 남아프리카 공화국, 미국, 핀란드, 홍콩, 덴마크, 네덜란드, 프랑스, 인도네시아, 바누아투, 스위스, 스웨덴 국적의 요트들이 참가했다. 스키퍼들과 승무원들은 또한 매우 어린 나이부터 성숙한 나이까지 다양하게 구성된다.

## 역사
2000년 12월, 인도네시아 관광부와 인도네시아 해양부의 계획으로, 호주 다윈과 프리맨틀에서 발리로, 자카르타 북쪽의 풀라우 세리부로, 그리고 싱가포르 바로 남쪽의 바탐으로 출발하는 일련의 요트 경기를 개최하기로 결정했다. 세일 인도네시아는 이러한 행사의 기술적인 측면을 관리하고 개최 비용을 줄이기 위해 인터넷과 이메일로만 홍보되고 조직되었다. 그 결과, 2001년 7월, 16척의 요트 무리가 호주 다윈을 떠나 발리로 향했다. 2001년 행사는 성공적이었고, 2002년 두번째 행사를 개최하여 다윈에서 행사 시작 파티와 발리에서 공식 리셉션 및 프레젠테이션 만찬으로 총 20척의 요트를 동원했고, 이것 또한 성공적인 대회로 평가받았다.
2002년 다윈에서 발리로의 경주 이후 발리로 직행한 요트들이 티모르, 알로르, 렘바타, 플로레스, 린카, 코모도, 숨바와, 롬복을 포함한 인도네시아 동쪽 섬들의 바다에서 마주칠 수 있는 아름다운 경유지를 놓치고 있었기 때문에, 발리의 동쪽에 있는 인도네시아 군도를 경유지로 포함하는 경로 추가의 가능성에 대한 논의가 발리에서 열렸다. 또한 2003년 2월, 가하위스리(GAHAWISRI)로 대표되는 발리 중앙정부의 자카르타 회의에서, 인도네시아 해양관광 운영자 연맹은 관광, 특히 인도네시아 동부 지방의 해양 관광에 대한 인식을 높이기 위한 방안을 논의했다. 그 결과, 세일 인도네시아는 다윈에서 발리로의 경주와 연계하여 다윈에서 쿠팡까지의 요트 랠리를 주선해 달라는 요청을 받았다. 2003년 7월, 두 요트 무리가 다윈을 떠났고, 이어 23척의 요트가 발리로, 24척의 요트가 쿠팡으로 갔다. 이를 통해 쿠팡은 인도네시아로 항해하는 요트들의 동쪽 관문이 되었다.
다윈에서 쿠팡 랠리까지 이어진 YCBI 레이몬드 레스마나의 노력의 결과로, 세일 인도네시아는 알로르, 렘바타, 리웅, 라부안 바조, 마카사르, 발리, 쿠마이, 카리문 자바에서 인도네시아 군도 지역 전역의 참가자들을 위한 일련의 행사들을 제공한다. 각 지역 정부 사무소는 많은 예술 및 문화 전시, 관광 및 저녁 식사를 마련해준다. 이 모든 행사들은 인도네시아 정부의 계획과 지원의 결과로, 모두 매우 새롭고, 발전되고, 개선되고, 지속적으로 추가되고 있으며 이 행사들은 참가자들이 잘 알려지고 정비된 관광 지역에서 벗어나 독특한 장소들을 방문하고, 때 묻지 않은 섬 생활을 경험할 수 있게 도와주는데 목적이 있다. 세일 인도네시아는 매년 인기가 증가하고 있으며, 2006년에는 총 96척의 요트가 참가했다. 2007년 행사에는 140건의 관심 표현이 접수되었다.

## 테마
매년 세일 인도네시아의 경로는 다르며 각각 고유의 테마가 있다.
- 2009 세일 부나켄, 역대 최다 참가 - 127척 참가.
- 2010 세일 반다
- 2011 세일 와카토비-블리퉁, 8년 연속 세일 인도네시아, 109척 참가 - 2009년에 이어 두 번째로 많은 참가자 수.
- 2012 세일 모로타이
- 2013 세일 코모도
- 2014 세일 라자 암팟
- 2015 세일 토미니
- 2016 세일 슬랏 카리마타
- 2017 세일 사방[2]
- 2018 세일 모요 탐보라[3]

## 같이 보기
- 프리맨틀 투 발리 요트 경기(영어판)